# Konrad Fehr
Konrad Fehr (9. prosinca 1910.) je bivši švicarski hokejaš na travi.
Na hokejaškom turniru na Olimpijskim igrama 1928. u Amsterdamu je igrao za Švicarsku. Odigrao je tri susreta. Igrao je na mjestu napadača i postigao je jedan pogodak.
Švicarska je u ukupnom poredku dijelila 5. – 8. mjesto. U skupini je bila četvrta.
Na hokejaškom turniru na Olimpijskim igrama 1936. u Berlinu je igrao za Švicarsku. Odigrao je dva susreta kao napadač. Švicarska je dijelila 5. – 11. mjesto. 

## Vanjske poveznice
- Profil na Sports Reference.com  Arhivirana inačica izvorne stranice od 19. svibnja 2011. (Wayback Machine)